# Friedrich Wilhelm (Schleswig-Holstein-Sonderburg-Augustenburg)
Friedrich Wilhelm von Schleswig-Holstein-Sonderburg-Augustenburg (* 18. November 1668 in Sonderburg; † 3. Juni 1714 in Schloss Augustenburg) war ein königlich-dänischer Generalmajor und Chef des Oldenburger Landregiments.

## Leben
Seine Eltern waren der Herzog Ernst Günther aus der Nebenlinie Schleswig-Holstein-Sonderburg-Augustenburg des Hauses Oldenburg und dessen Ehefrau Auguste von Schleswig-Holstein-Sonderburg-Glücksburg (1633–1701). Friedrich Wilhelm war das jüngste von zehn Kindern. Zum Zeitpunkt seiner Geburt hatte sein Vater seine Besitzungen an das Königreich Dänemark verloren und war nur noch Titularherzog.
Im Jahr 1676 wurde er bereits mit acht Jahren Dompropst in Hamburg. Er kam 1688 als Hauptmann zur Leibgarde zu Fuß. Im Jahr darauf ging er mit den Gardebataillon in englischen Sold und wurde im Kampf gegen die Aufständischen in Irland 1689 eingesetzt. Im Jahr 1691 wurde er Oberstleutnant in Bataillon der Königin in Irland. Im nächsten Jahr wurde das Bataillon nach Flandern verlegt. Am 17. Oktober 1693 wurde er zum Oberst und Chef des Bataillons Prinz Fredrik in Flandern ernannt. Nach dem Frieden von Rijswijk im Jahr 1697 kehrte das Bataillon nach Dänemark zurück und wurde wieder in das Regiment eingereiht. Der Oberst wurde mit einer Pension entlassen. Am 23. Juni 1701 wurde er wieder als Brigadier zu Fuß eingestellt und wurde Chef des Oldenburger Landregiments. Im Rahmen des Spanischen Erbfolgekrieges ging das Regiment wieder in englischen Sold und wurde 1702 nach Brabant verschickt. Am 26. Januar 1706 wurde er dort zum Generalmajor ernannt. In der Schlacht bei Ramillies (1706) stürmte das Bataillon die Stadt und im Oktober 1706 nahm es an der Einnahme von Ath teil. Nach der Belagerung von Lille (1708) und der Kapitulation des Marschalls Boufflers am 26. Oktober 1708 wurde er Kommandant der Stadt. Er kommandierte dort 25 Bataillone. Vom 9. Januar 1708 bis 1711 erhielt er zudem eine Pension aus Holland. Am 9. Januar 1708 übergab er sein Regiment an Hans Philipp Praetorius.
Im Jahr 1701 hatte er Augustenburg und Rumohrshof geerbt, 1703 kaufte er auch den Avnbölhof dazu. Nach seinem Tod 1714 wurde er in Schloss Sonderburg bestattet.

## Familie

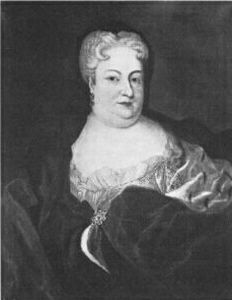
Gräfin Sophie Amalie von Ahlefeldt

Er war seit dem 27. November 1694 mit Gräfin Sophie Amalie von Ahlefeldt zu Langeland (1675–1741), Tochter von Graf Friedrich von Ahlefeldt, verheiratet.
- Christian August (* 4. August 1696; † 20. Januar 1754), Herzog von Schleswig-Holstein-Sonderburg-Augustenburg (1731–1754) ⚭ Kalundborg 21. Juli 1720 Gräfin Friederike Luise von Danneskiold-Samsoe (* 2. Oktober 1699; † 2. Dezember 1744)
- Charlotte Amalie Marie (* 5. September 1697; † 30. April 1760) bis 1726 Nonne in Herford ⚭ 17. Oktober 1726 Herzog Philipp Ernst von Holstein-Glücksburg (* 5. Mai 1673; † 12. November 1729)
- Sophie Luise (* 21. März 1699; † 16. Oktober 1765)
- Auguste Wilhelmine (*\† 8. Juli 1700)
- Friedrich Karl (* 10. November 1701; † 29. Juli 1702)